# Oudekapelle

Oudekapelle é uma pequena vila e deelgemeente belga, pertencente ao município de Diksmuide, província de Flandres Ocidental. Oudekapelle é uma pequena localidade com apenas dez casas em volta da igreja e e quintas no seu território. Em 2001, tinha apenas 135 habitantes numa área de 6,51 km².
Até 1971, Oudekapelle foi um município independente, data em que se tornou parte do novo município de Driekapellen, juntamente com Nieuwkapelle e Sint-Jacobskapelle. Em 1977, Driekapellen tornou-se parte do município de Diksmuide.

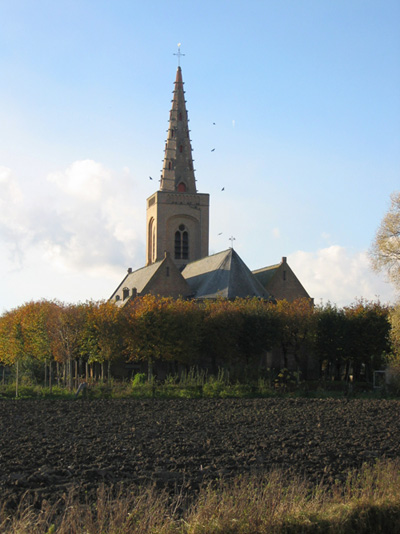
Vista da igreja de Oudekapelle.

Oudekapelle no município de Diksmuide.